# جمعية الصليب الأحمر الكورية الجنوبية

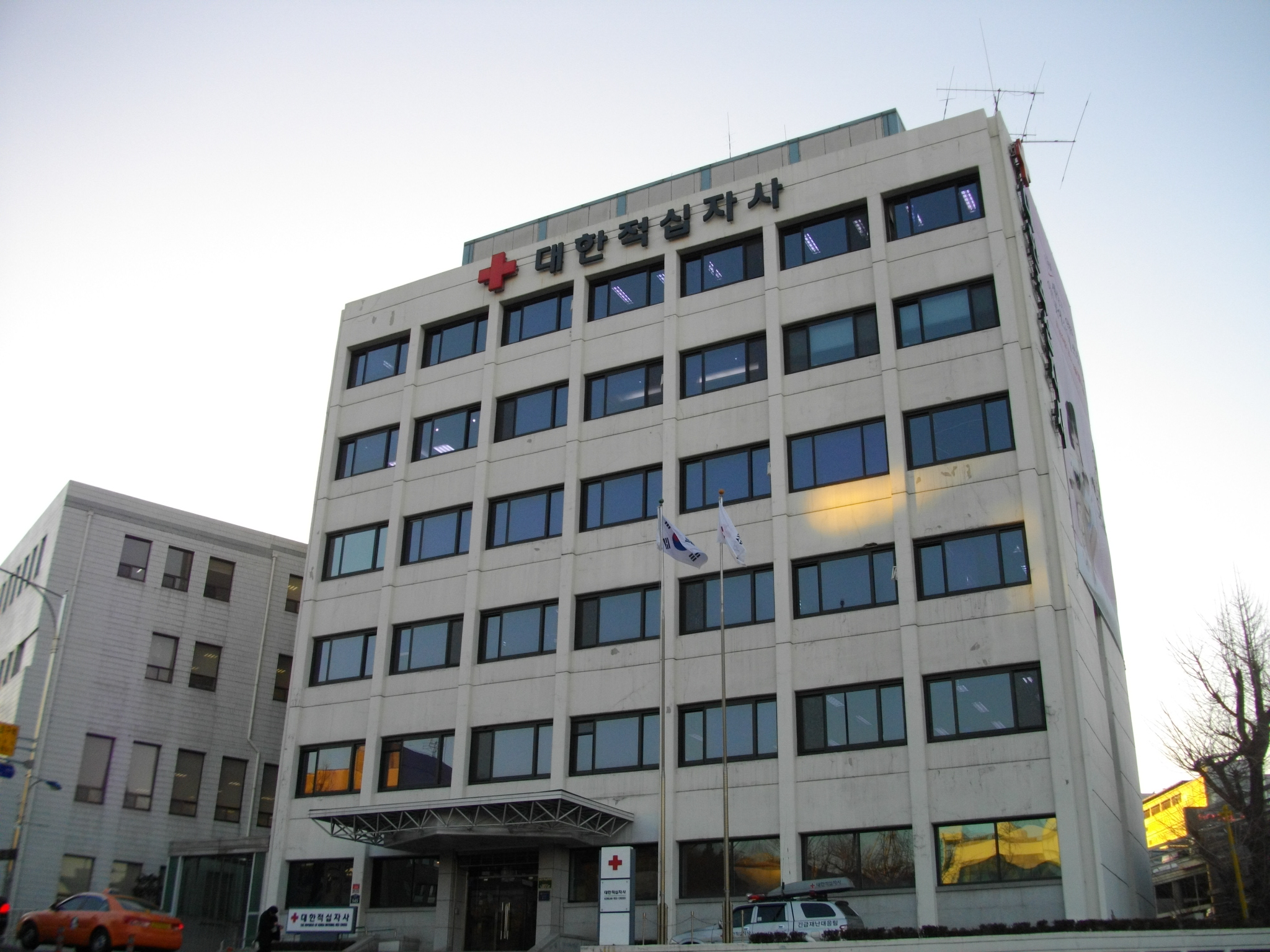
المقر الرئيسي لجمعية الصليب الأحمر الكورية الجنوبية في العاصمة سيئول.

جمعية الصليب الأحمر الكورية الجنوبية ((هانغل: 대한적십자사)) ، هي جمعية طبية إنسانية للكوريين، أسست عام 1905م في زمن الملكية الكورية خلال الفترة الأخيرة من الحكم، وفي عام 1955م أنضمت لمنظمة الصليب الأحمر الدولية، وكانت الجمعية أهتمت بمعاناة الكوريين الجنوبيين بعد الحرب الكورية عام 1949م.

## وصلات خارجية
- الموقع الرسمي
 (بالكورية)
- Korean Red Cross website in English